# نشم (یمن)
 نشم  به عربی ( النشَم )، روستایی است در ناحیهٔ (مخلاف کبود)، واعمال وصاب العالی، در عزلهٔ (بنی النشم) از توابع استان عَدَن در کشور یمن در شبه جزیره عربستان. 
جمعیت آن ۵۵۷ نفر (۱۹ خانوار) می‌باشد.